# Doci (Kiseljak)
Doci är en ort i Bosnien och Hercegovina. Den ligger i entiteten Federationen Bosnien och Hercegovina, i den centrala delen av landet, 29 km väster om huvudstaden Sarajevo. Doci ligger 619 meter över havet och antalet invånare är 216.
Terrängen runt Doci är kuperad.Närmaste större samhälle är Visoko, 12,5 km öster om Doci.
Omgivningarna runt Doci är en mosaik av jordbruksmark och naturlig växtlighet. Runt Doci är det ganska tätbefolkat, med 93 invånare per kvadratkilometer.